# À bras ouverts (film)
Pour les articles homonymes, voir À bras ouverts.
Pour plus de détails, voir Fiche technique et Distribution.
À bras ouverts est une comédie belgo-française réalisée par Philippe de Chauveron, sortie en 2017.

## Synopsis
Jean-Étienne Fougerole est un intellectuel bobo qui sort son nouveau roman intitulé À bras ouverts et qui appelle les personnes les plus aisées à accueillir chez elles les familles dans le besoin. Alors qu'il fait la promotion de son livre lors d'un débat télévisé, son contradicteur lui reproche de ne pas appliquer ce que lui-même préconise. Alors coincé, Jean-Étienne Fougerole accepte le défi, de peur d'être discrédité. Le soir-même, une famille de Roms sonne à la porte de sa villa de Marnes-la-Coquette et l'écrivain se sent obligé de les héberger.

## Fiche technique
Sauf indication contraire, les informations mentionnées dans cette section peuvent être confirmées par la base de données cinématographiques IMDb,  présente dans la section « Liens externes ».
- Titre de travail : Sivouplééé ![1]

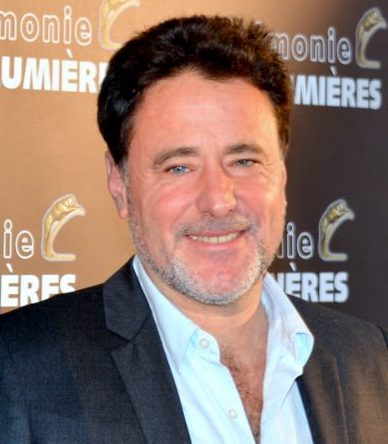
Philippe de Chauveron (en 2015).

- Réalisation : Philippe de Chauveron
- Scénario : Marc de Chauveron et Guy Laurent
- Direction artistique : Adrian Cristea
- Costumes : Florence Sadaune
- Photographie : Philippe Guilbert
- Son : Serge Rouquairol
- Montage : Philippe Bourgueil
- Musique : Hervé Rakotofiringa
- Effets visuels : Aurelie Lajoux
- Producteurs : Christian Clavier, Patrice Ledoux et Adrian Politowski
- Sociétés de production : Belga Films, RTL Belgium et Ouille Productions ( Belgique)    Pulsar Productions, Ouille Productions et SND
- Sociétés de distribution : Belga Films, RTL Belgium et Ouille Productions (Belgique)   SND (France) et Ascot Elite (Suisse)
- Pays de production :   Belgique,  France
- Langue d'origine : français
- Budget : 17.2M€[2]
- Format : couleur
- Genre : comédie
- Durée : 92 minutes
- Dates de sortie : 5 avril 2017 (France)

## Distribution
Sauf indication contraire, les informations mentionnées dans cette section peuvent être confirmées par la base de données cinématographiques IMDb,  présente dans la section « Liens externes ».
- Christian Clavier : Jean-Étienne Fougerole
- Ary Abittan : Babik
- Elsa Zylberstein : Daphné Fougerole-Passegrain
- Cyril Lecomte : Erwan Berruto
- Nanou Garcia : Isabelle Cheroy
- Oscar Berthe : Lionel Fougerole, fils de Jean-Étienne
- Marc Arnaud : Clément Barzach
- Sofiia Manousha : Fidélia Martinez
- Mirela Nicolau : Simza
- Ioana Visalon : Somerta
- Marian Samu : Piti
- Anaïs Dopinescu : Renata
- Nikita Dragomir : Lulughia (créditée Nikita Catherine Dragomir)
- Raisa Mihai : Fernanda
- Inan Cicek : Crouch
- Armen Georgian : Ravi

Photos des acteurs principaux.
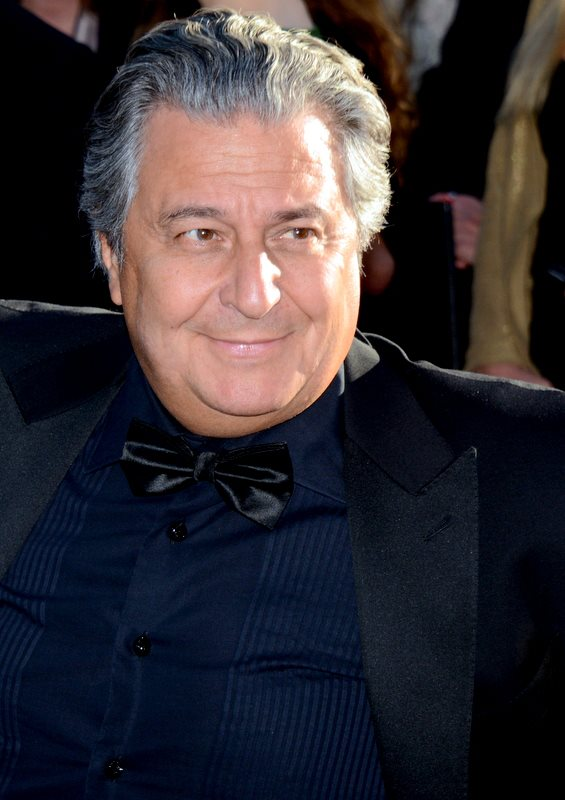
Christian Clavier en 2013.
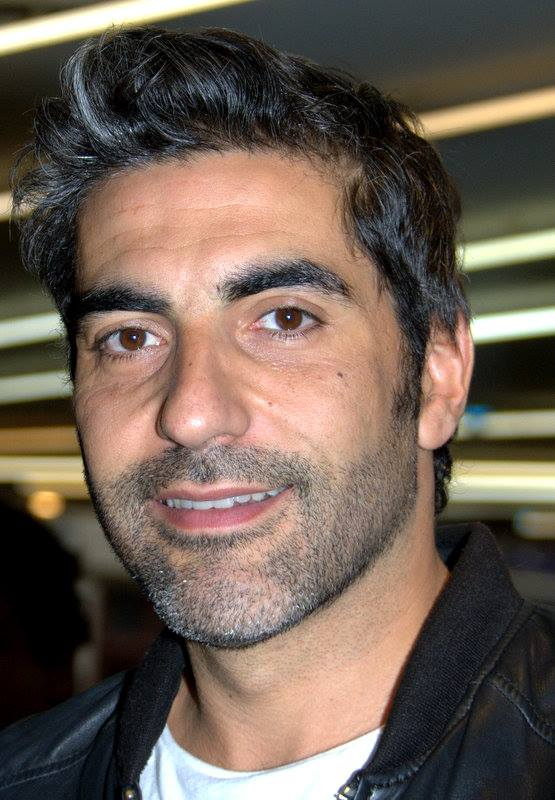
Ary Abittan en 2014.
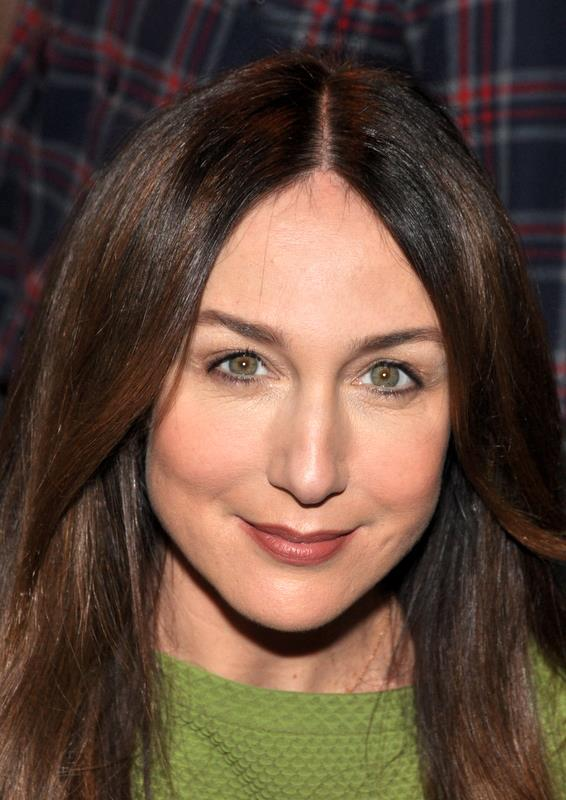
Elsa Zylberstein en 2013.
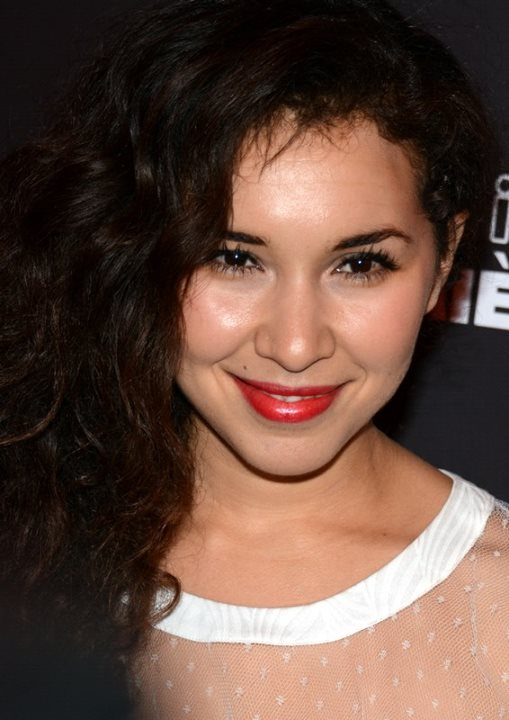
Sofiia Manousha en 2014.

## Production

### Développement
Bien que le tournage du film n'ait pas encore commencé, le réalisateur Tony Gatlif, alors invité sur le plateau de l'émission News & Compagnie sur BFM TV le 20 avril 2016, attaque publiquement le projet de film : « C'est un film dégueulasse. On ne peut pas faire des choses comme ça avec des gens. On ne peut pas rire avec ça, ce n'est pas possible ». Il ajoute que l'acteur Christian Clavier « est fou d'avoir accepté un film comme ça. Si ça ressemble à son film sur le Chinois, le Black, l'Arabe (N.D.L.R. Qu'est-ce qu'on a fait au Bon Dieu ?), ça va être horrible ». Visé par les critiques, Christian Clavier répond dans un communiqué que « le scénario est formidable, avec des personnages mémorables et des rebonds comiques permanents qui plairont aux publics du monde entier ».
Étant donné que le titre Sivouplééé crée de vives polémiques, le film est rebaptisé À bras ouverts. Alors que le livre de Jean-Étienne Fougerole, le personnage interprété par Christian Clavier, s'appelle au départ De rien, il est renommé À bras ouverts dans la première bande-annonce du film.

### Attribution des rôles
Le 19 avril 2016, le magazine Variety annonce que Christian Clavier a signé dans le nouveau film de Philippe de Chauveron, Sivouplééé. Deux acteurs sont également annoncés : Anne Dorval, qui jouera la femme de Clavier, et François Damiens, qui jouera le chef des Roms. Cependant, lors de la première bande-annonce du film sortie le 16 décembre 2016, on découvre que les deux acteurs ont été remplacés par Elsa Zylberstein et Ary Abittan.

### Tournage
Le tournage commence en juin 2016 et certaines scènes sont prises à Garches (Hauts-de-Seine), ville voisine de Marnes-la-Coquette. Les scènes où figurent des étudiants puis celles où des jeunes sont déguisés en super-héros en boîte de nuit, sont tournées dans la région de Bruxelles. Les scènes filmés dans un musée ont été tournés  au Musée Antoine Wiertz à Bruxelles. Le tournage se poursuit en Belgique, pour la maison des Fougerole fictivement située à Marnes-La-Coquette, puis en Roumanie. Les scènes du début (journal télévisé) sont tournées dans les studios du centre audiovisuel de Louvain la Neuve (CAV) en Belgique. Le pavillon de tournage est situé rue Charles Bemont à Croissy-sur-Seine dans les Yvelines.

## Accueil

### Accueil critique
Dès sa sortie, le public est divisé après avoir vu le film. Une polémique se développe quant à savoir si on peut qualifier le film de « raciste » ; le réalisateur s'explique : « Lors de projections-tests, on a interrogé des spectateurs anonymes : 92 % aimaient le film, 1 % le trouvait raciste et 97 % estimaient que Babik était le personnage le plus sympathique. Babik, incarné par Ary Abittan ».
Plusieurs associations de défense des Roms ont évoqué « une représentation fausse, humiliante et traumatisante, mais ne prévoient pas pour autant de porter plainte ».
Sur Allociné, le film reçoit la moyenne de 1,8/5 basée sur 17 retours de la presse.
Sur SensCritique, il reçoit la note de 3,1/10 basée sur plus de 2 400 retours du public.

### Box-office
| Pays ou région | Box-office        | Date d'arrêt du box-office | Nombre de semaines |
| -------------- | ----------------- | -------------------------- | ------------------ |
| France         | 1 021 866 entrées | 6 juin 2017                | 9                  |

Le film réalise un démarrage de 3 246 spectateurs à Paris le premier jour, et 82 843 au niveau national. Au cours de la première semaine, le film rassemble 411 403 spectateurs.

## Autour du film
- Le personnage joué par Christian Clavier est inspiré de Bernard-Henri Lévy : double prénom, cheveux longs, chemise blanche ouverte sur le poitrail, épouse ingénue, se disant de gauche tout en étant très riche, habitué des plateaux de télévision et son domestique est Indien.